# Trần Mục công
Trần Mục công (chữ Hán: 陳穆公; trị vì: 647 TCN - 632 TCN), tên thật là Quy Khoản (媯款), là vị vua thứ 17 của nước Trần – chư hầu nhà Chu trong lịch sử Trung Quốc.
Trần Mục công là con thứ của Trần Tuyên công – vua thứ 16 nước Trần, em của thế tử Quy Ngự Khấu. Năm 672 TCN, Trần Tuyên công yêu Quy Khoản bèn giết thế tử Ngự Khấu. Năm 648 TCN, Tuyên công mất, Quy Khoản lên nối ngôi, tức là Trần Mục công.
Trần Mục công thường đi dự hội chư hầu do bá chủ Tề Hoàn công kêu gọi. Sau khi vua Tề mất (643 TCN), Trần Mục công cùng vua các nước Lỗ, Trịnh, Sái đến họp ở nước Tề để tưởng nhớ Tề Hoàn công.
Nước Tề suy yếu, nước Trần lại ngả theo nước Sở. Năm 639 TCN, Trần Mục công hội minh với Sở Thành vương, cùng nước Trịnh và nước Sái chống lại nước Tống, bắt giữ Tống Tương công.
Sau đó Trần Mục công lại ngả theo nước Tống khiến Sở Thành vương giận mang quân đánh Trần vào năm 637 TCN. Quân Sở chiếm ấp Tiêu và ấp Di. Trần Mục công phải thần phục xin giảng hòa.
Năm 634 TCN, Trần Mục công mang quân theo Sở Thành vương cùng các nước Trịnh, Sái cùng hợp binh đánh nước Tống. Tấn Văn công mang quân cứu Tống. Đại chiến nổ ra, liên quân theo Sở thất bại một trận lớn ở Thành Bộc.
Năm 632 TCN, Tấn Văn công trở thành bá chủ chư hầu, họp chư hầu ở Tiễn Thổ. Trần Mục công sợ phải đến dự hội, quy phục nước Tấn.
Cùng năm, Trần Mục công qua đời. Ông ở ngôi được 16 năm. Con ông là Quy Sóc lên nối ngôi, tức là Trần Cung công.